# Kin-Ball

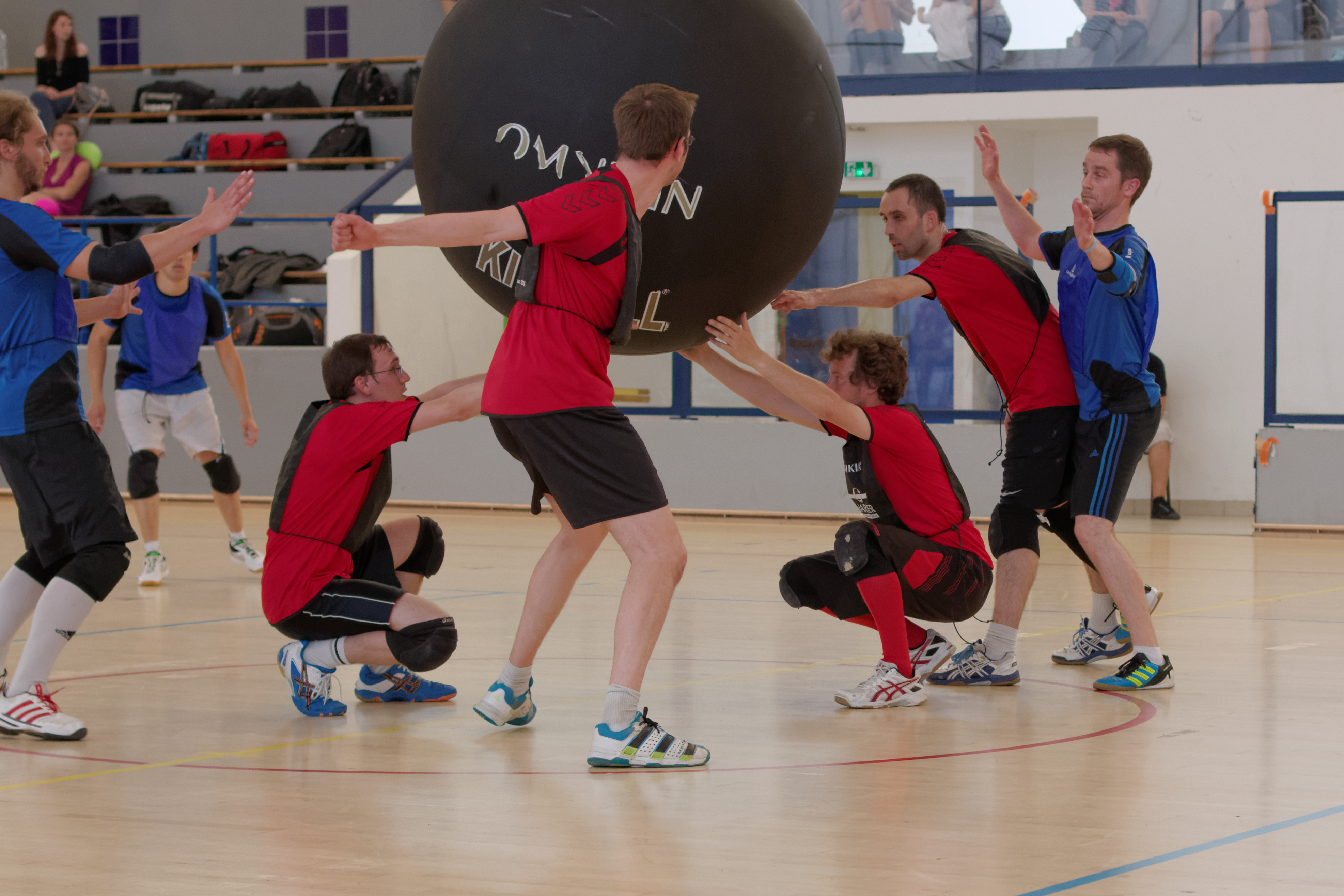
A equipe preto está no ataque.

O Kin-Ball é um esporte coletivo no qual é utilizado duas bolas oficiais de 1,2 metros (48 polegadas) de diâmetro. As equipes são divididas em cores e o principal objetivo dessa modalidade é pegar a bola usando qualquer parte do corpo e evitando que ela toque o solo.

## Origem
Esse esporte foi criado no Québec, Canadá, em 1986 pelo professor canadense Mário Demers formado em Educação Física (Licenciatura) em 1986. Mário Demers ensinou a modalidade para 28.000 professores, aproximadamente. O desporto tinha caráter coletivo e de cooperação mútua e seguia a carta de espírito que relatava que não deveria existir contato físico e advertências verbais e morais.
Nos dias atuais podemos citar os países que tem o Kin Ball praticantes ativos, são eles; Canadá, Estados Unidos, Japão, Bélgica, Dinamarca, Alemanha, Espanha, França, Argentina, Suíça, República Tcheca, Singapura, Hong-Kong, Coreia Do Sul, Reino Unido, Eslováquia e por último o Brasil.
Esse esporte traz curiosidade para as pessoas que não são praticantes dele e é por essa curiosidade que nos últimos anos cada vez mais vem ganhando adeptos em todo mundo, segundo alguns estudos são aproximadamente cerca de 4 milhões de praticantes em todo mundo.  
As regras estão orientadas para promover valores como o “fair-play”, o espírito de equipe a competitividade, e punir atitudes de desrespeito para com adversários e árbitros. O kin-ball favorece a concentração e o espírito de equipe, pois um jogador sozinho não consegue fazer nada, tudo tem que ser feito em equipe.

### Caracterização do Kin Ball
O jogo contém 3 equipes e elas deverão ter a seguintes cores cinza, preto e rosa; e, para ser iniciado (ou para servir, como também pode ser chamado), 3 jogadores da mesma equipe devem ficar debaixo da bola formando uma base, onde o quarto jogador também chamado de batedor fica posicionado para servir a bola.
As outras duas equipes devem ficar muito atentas para receber a bola, o jogador que vai servir deve falar a palavra OMNIKIN que significa (homem em movimento), e depois falar a cor de uma das equipes adversárias, logo após isso o batedor vai atingir a bola com uma das mãos fazendo com que a bola atinja uma trajetória horizontal ou ascendente, a equipe chamada deverá receber a bola sem deixar que ela toque no chão.
um jogador da equipe pode pegar e controlar a bola com qualquer parte do seu corpo, sendo proibido de toda forma prendê-la. Se caso a equipe receptora deixar a bola tocar no chão é cometida uma falta e distribuído um ponto para as outras duas equipes, porém se a equipe receptora conseguir que a bola caia ficará com a vez de iniciar o jogo e não haverá marcação de pontos.
Pontuam sempre 2 equipes (sempre que uma equipe perde as outras 2 pontuam);   
Proibido o Contato Físico e Obstrução (ausência de luta direta pela posse de bola e do contato físico); 
Desenvolve-se a Cooperação (todos os jogadores das equipes tem obrigatoriedade de participar de todas as jogadas). 
Os jogos podem ser mistos (masculino e feminino).
Não exige habilidades específicas. O mais importante é o jogador se movimentar bem e prestar atenção para não deixar seu colega na mão – uma visão positiva, longe da ideia de destruição do adversário.

### Equipamentos Técnicos
Em relação aos equipamentos técnicos, o jogo utiliza duas bolas oficiais de 1,2 metros (48 polegadas) que contempla a estrutura da bola pela entidade organizadora (IKPF) em cada parte da quadra.
Além da bola, o jogo conta também com coletes (pedaços de roupa ou plástico) para diferenciar os times,de acordo com o protocolo da (IKPF), com as seguintes com as seguintes cores oficiais: rosa ou azul, preto ou cinza. O jogo precisa ter um placar visível para todos (jogadores e espectadores) e um inalador que sigam as normas da entidade organizadora.
No decorrer do jogo, é necessário um cronômetro que seja visível a todos os participantes e ao público. Entre os aparelhos técnicos utilizados no jogo, podemos citar também um dispositivo de som que irá marcar o início e o fim do jogo, duas bandeiras e um dado de seis faces com as três cores oficiais.

##### Regulamentos e Regras básicas
1.     Os Limites e Dimensões do jogo:
O jogo tem a quadra com as seguintes dimensões que são um máximo de 21,40m x 21,40m e tem a quadra delimitada por linhas da mesma cor. Para competições nacionais as dimensões podem ser alteradas nas seguintes dimensões recomendadas que são 15,28m x 18,34m. Nas competições regionais filiados a federações nacionais têm a autoridade de adotar as seguintes dimensões que são 12,22m x 15,28m. 
2.     Duração da Partida: Uma partida de Kin-Ball consta uma duração de 7 minutos e pode ter uma pausa de 2 minutos entre os períodos. 
3.     Árbitros: O jogo é composto por um árbitro principal e um árbitro assistente. 
4.     Falta: Quando se comete uma falta, se concede um ponto para a outra equipe. 
5.     Substituição: A substituição só é possível quando se tem a presença de uma falta ou uma lesão. 
6.     Fair Play: Quando um jogador é desrespeitoso com seus companheiros de equipe têm as seguintes inscrições: 
Primeiro Aviso: as duas equipes opostas recebem um ponto; 
Segundo aviso: as duas equipes opostas recebem cinco pontos; 
Terceiro aviso: expulsão do jogador faltoso; 
Quarto aviso: remoção da equipe do jogador faltoso. A partida continuará com as duas equipes restantes. 
7.      O lance:
Quando a bola vai para fora dos limites do campo, é admitida falta à equipe que tocou por último, em consequência é ganho um ponto para as outras duas equipes. 
8.      A corrida:
Um ou dois jogadores podem correr com a bola para encontrar uma posição mais favorável do campo, deslocando o jogo e adversários. Esta estratégia também pode ser utilizada para ajudar um sujeito que corre mais lentamente, movendo-se com a bola. 
9.      O passe:
O jogador pode passar a bola para alguém para ganhar terreno rapidamente. Normalmente, o jogador que fez o passe para sua equipe será o que vai realizar o serviço.  
10.    O lançamento:   
Para um lançamento estar correto, três dos jogadores da equipe devem manter contato com a bola. O quarto jogador, então, tem cinco segundos para jogar; 
Antes do lançamento, o lançador deve gritar Omnikin mais a cor de uma das duas equipas de oposição; 
A bola deve percorrer uma distância igual a duas vezes o seu diâmetro antes de tocar o chão. É proibido jogar a bola para baixo; 
A mesma pessoa não pode fazer dois lançamentos consecutivos. 

###### Competições
- O Kin-Ball é um desporto federalmente reconhecido no Canadá, Japão, Estados Unidos e Bélgica, reunindo um total de 3,2 milhões de jogadores.
- Em 1992 foi criada a primeira federação de Kin-Ball no seu país de origem.
- Em junho de 2001 foi realizado o primeiro torneio internacional de Québec.
- Em 2003 foi realizado o primeiro campeonato europeu de Kin-Ball na Espanha.
- Em novembro de 2005 foi concretizado o campeonato do mundo de Kin-Ball em Ans, Bélgica.